# The Magnificent Yankee (1950)
The Magnificent Yankee is een Amerikaanse dramafilm uit 1950 onder regie van John Sturges.

## Verhaal
In 1902 verlaat de 61-jarige rechter Oliver Wendell Holmes zijn huis in Boston en trekt naar Washington. Daar gaat hij als opperrechter aan de slag bij het Amerikaanse Hooggerechtshof.

## Rolverdeling
| Acteur           | Personage               |
| ---------------- | ----------------------- |
| Louis Calhern    | Oliver Wendell Holmes   |
| Ann Harding      | Fanny Bowditch Holmes   |
| Eduard Franz     | Rechter Louis Brandeis  |
| Philip Ober      | Owen Wister / Verteller |
| Ian Wolfe        | Adams                   |
| Edith Evanson    | Annie Gough             |
| Richard Anderson | Secretaris Reynolds     |
| Jimmy Lydon      | Secretaris Clinton      |
| Herbert Anderson | Secretaris Baxter       |